# ビーストリー
『ビーストリー』（原題: Beastly）は、2011年のアメリカ合衆国の恋愛ファンタジー映画。アレックス・フリンによる2007年の同名小説を原作としている。

## あらすじ
カイル・キングソン（アレックス）は、裕福でハンサムだが横柄でうぬぼれの強い高校生。弱い者いじめをして、魔女に呪いをかけられてしまう。来年春までに愛してくれる誰かを見つけなければ、彼は永遠に醜い姿のままだという。
魔法を解くために真実の愛を探し求める現代版「美女と野獣」。

## キャスト
※括弧内は日本語吹替。
- カイル・キングソン/ハンター：アレックス・ペティファー
- リンディ・テイラー：ヴァネッサ・ハジェンズ（結城飛鳥）
- ケンドラ・フィルファーティ：メアリー＝ケイト・オルセン
- ウィル・フラトーリ：ニール・パトリック・ハリス
- ゾラ：リサ・ゲイ・ハミルトン
- ヴィクター：ジオ・ペレス
- ロブ・キングスベリー：ピーター・クラウス
- スローン・ハーゲン：ダコタ・ジョンソン
- トレイ・マディソン：エリック・ナドセン
- レジーナ・キング